# Taksometr

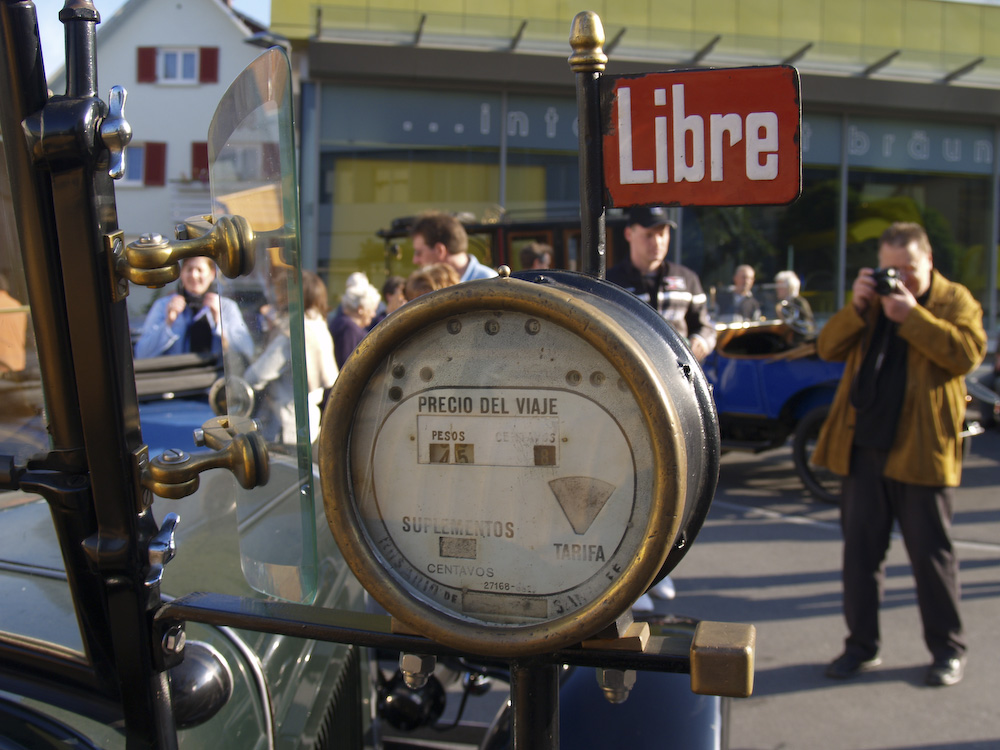
Zabytkowy taksometr mechaniczny

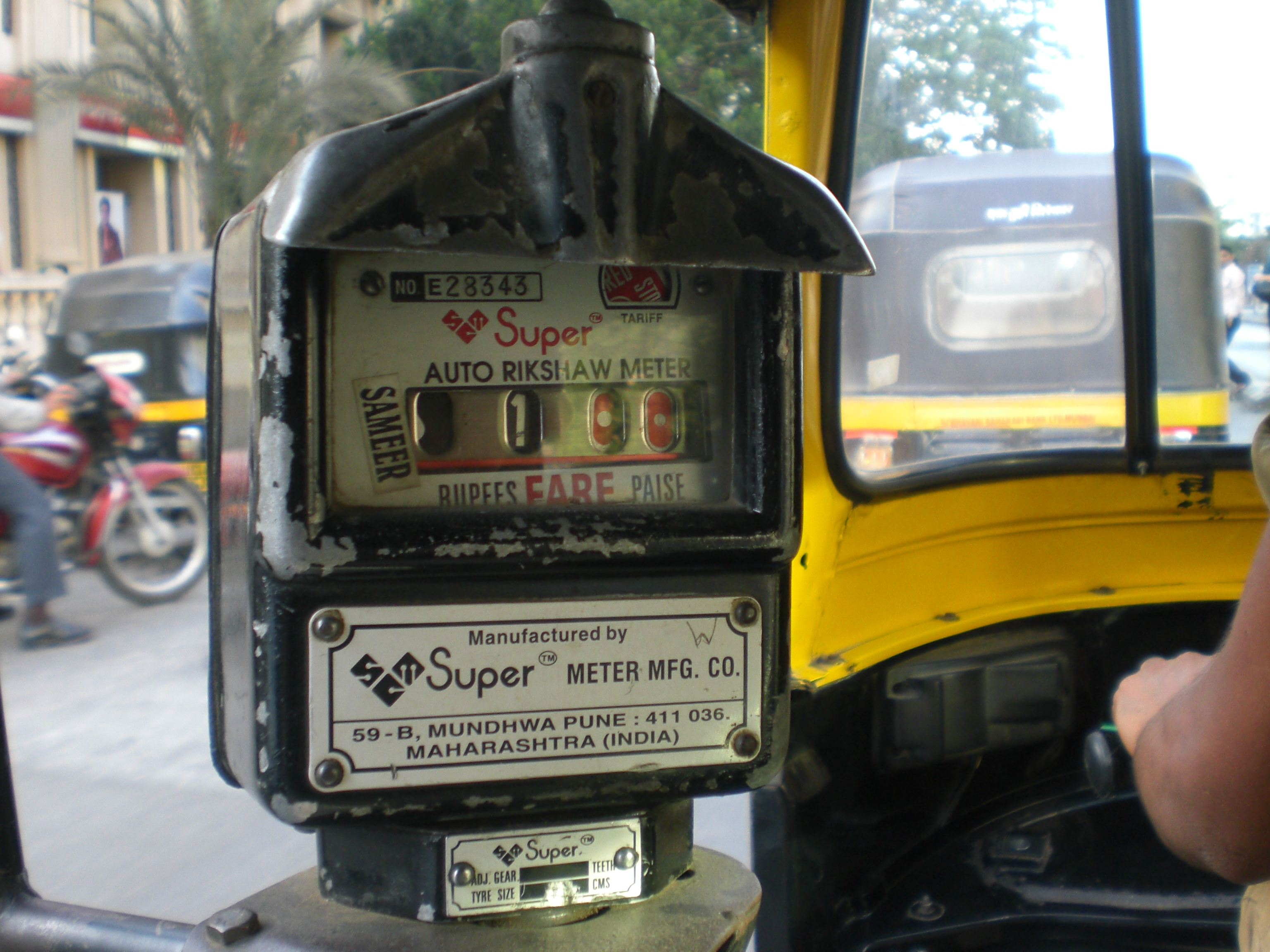
Taksometr mechaniczny zamontowany w taksówce tuk-tuk w Mumbaju

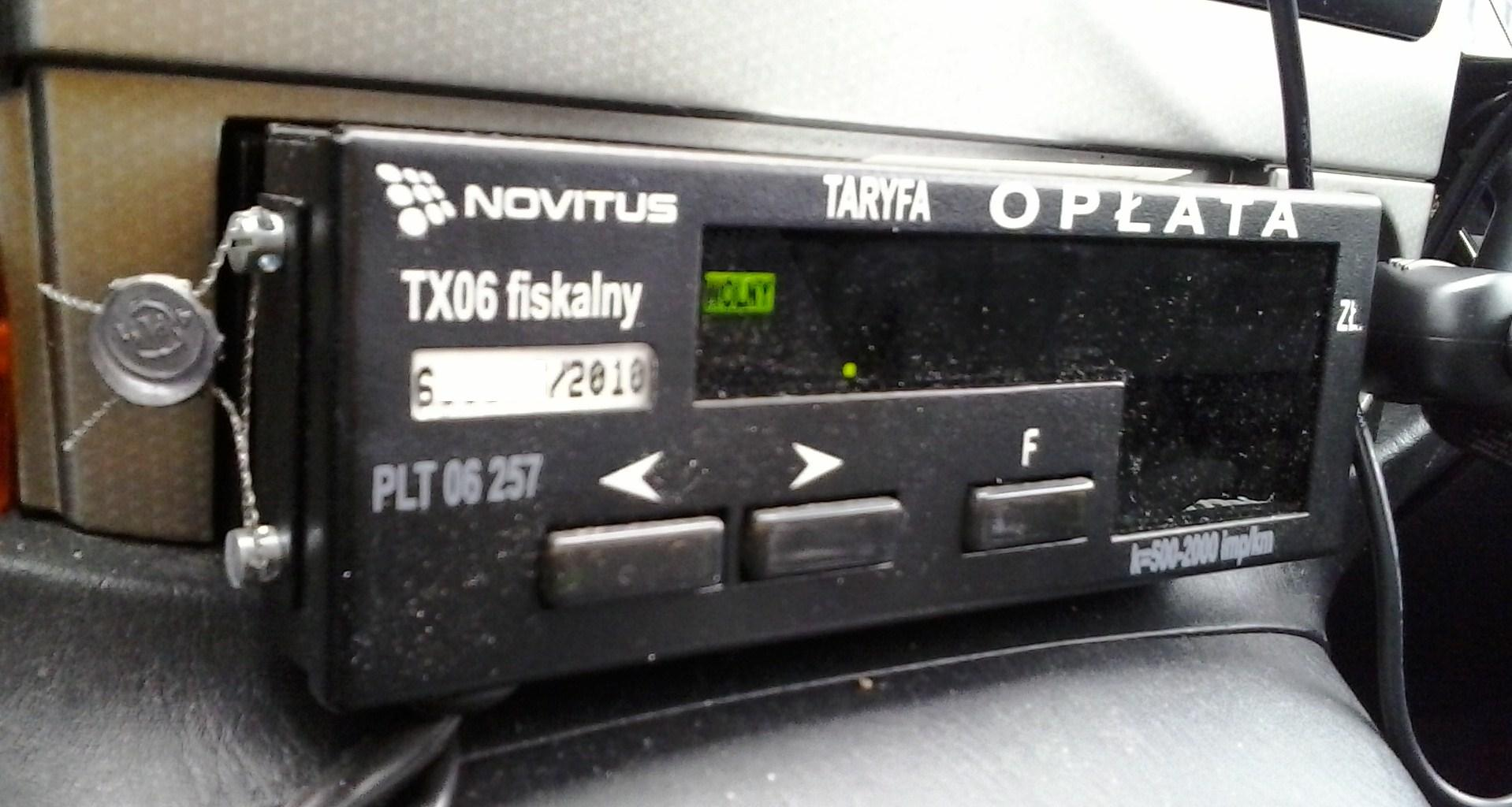
Taksometr elektroniczny marki Novitus (widoczna plomba)

Taksometr – w przeszłości mechaniczny, a obecnie elektroniczny przyrząd pomiarowy instalowany w pojazdach służących do usługowego prowadzenia działalności w zakresie przewozu osób i ładunków (taksówkach). Taksometry służą do obliczania (według ustalonych taryf) należności za długość drogi przebytej przez taksówkę lub za czas wynajęcia tej taksówki. Wyróżnia się dwa systemy naliczania opłaty za kurs: system S i system D.

## Sposób działania
System pojedynczy naliczania opłaty S (ang. Single Application of Tariff).
Opłata naliczana jest z wykorzystaniem taryfy drogowej albo taryfy czasowej w zależności od prędkości, z jaką porusza się taksówka w porównaniu do prędkości granicznej równej ilorazowi wartości taryfy czasowej przez wartość taryfy drogowej. Dla prędkości taksówki większej od prędkości granicznej opłata jest naliczana z drogi, a w przeciwnym przypadku z czasu. System ten jest obecnie użytkowany w Polsce.
System podwójny naliczania opłaty D (ang. Double Application of Tariff).
Podwójny system naliczania D bazuje na jednoczesnym sumowaniu opłaty z czasu i drogi niezależnie od prędkości, z jaką porusza się taksówka.
Ze względu na zmienną prędkość taksówki wyznaczanie opłaty następuje przez zliczanie impulsów prostokątnych z generatora czasu znajdującego się w układzie elektronicznym taksometru oraz dostarczanych z przetwornika (nadajnika) drogi, których częstotliwość jest liniowo zależna od prędkości taksówki. Obecnie najczęściej wykorzystuje się impulsy z drogi podawane z czujnika prędkości umieszczonego w skrzyni biegów lub z układu prędkościomierza, układu ABS, czasami komputera sterującego praca silnika (głównie samochody japońskie), sygnał ten często doprowadzany jest do złącza radia samochodowego.
Coraz częściej w nowszych pojazdach istnieje konieczność podłączenia specjalnego „Modułu”, który łącząc się z magistralą CAN, na wyjściu podaje sygnał prostokątny.
Taksówka, w której jest zainstalowany taksometr, charakteryzowana jest przez tzw. współczynnik charakterystyczny w [imp./km] pojazdu wyrażony w impulsach na kilometr, zależny od zastosowanego rozmiaru opon, panującego wewnątrz nich ciśnienia, zużycia bieżnika oraz nawierzchni jezdni po której porusza się taksówka. Z kolei taksometr jest charakteryzowany przez stałą taksometru k [imp./km], która wskazuje po ilu impulsach otrzymanych z przetwornika zostanie zaliczony przez taksometr jeden kilometr. Wartość stałej taksometru waha się od kilkuset do stu tysięcy impulsów na kilometr. Podczas legalizacji taksometru zainstalowanego w taksówce uzyskanie najmniejszych błędów z długości drogi jest możliwe przy jak najlepszym dopasowaniu k do w.
Aktualnie w Polsce stosowany jest system S z jedną wspólną jednostką taryfową i taksometry stosowane na terenie tego kraju posiadające zatwierdzenie typu wydane przez Główny Urząd Miar mogą być użytkowane przez 10 lat od momentu wydania tego certyfikatu.
Po wejściu w życie dyrektywy MID (ang. Measuring Instruments Directive), tj. od końca 2006 r. do obrotu mogą być wprowadzone tylko taksometry po tzw. ocenie zgodności wyposażone w dwa systemy naliczania opłaty S i D.
Wartości opłaty wskazywane przez taksometr mogą być inkrementowane, poczynając od opłaty początkowej o wspólną jednostkę taryfową dla drogi i czasu albo dwie niezależne jednostki taryfowe odpowiednio dla drogi i czasu, które mogą w szczególnym przypadku być identyczne.
Przebicie o następną jednostkę taryfową jest z góry i wskazanie opłaty za kurs jest najbliższe rzeczywistemu bezpośrednio przed przebiciem o kolejną jednostkę taryfową.
Ze względu na wprowadzenie w połowie lat 90. wymagań dotyczących taksometrów elektronicznych pracujących w trybie S z jedną wspólną jednostką taryfową, większość wprowadzonych do obrotu przyrządów miała zaimplementowane rozwiązania sprzętowe na bazie przestrajalnych generatorów częstotliwości z pętlą sprzężenia fazowego PLL generujących impulsy z czasu o częstotliwości odpowiadającej prędkości granicznej, a także wyposażona była w liczniki impulsów z czasu i drogi, jak również scalone komparatory częstotliwości. Wśród rozwiązań sprzętowych były także taksometry wyposażone w pamięć fiskalną, ze względu na obowiązek stosowania w Polsce kas rejestrujących (fiskalnych). Mikroprocesory w tego typu taksometrach taktowane były zegarami kilkumegahercowymi.
Wartość naliczanej opłaty w systemie S zbudowana jest na bazie opłaty początkowej i jednostki taryfowej (dwóch niezależnych jednostek taryfowych). Do zdefiniowania opłaty w taksometrze ustawiane są parametry takie jak opłata początkowa (od 4,00 zł do 8,00 zł), długość odcinka początkowego, czas początkowy, jednostka taryfowa (zazwyczaj od 0,10 zł do 1,00 zł) oraz zestaw czterech taryf dla drogi (od 1,00 zł/km do 5,00 zł/km) i czterech odpowiednich dla drogi taryf czasowych (od 10,00 zł/godz. do 50,00 zł/godz.). W Polsce przyjęto, że odcinek początkowy (czas początkowy) zdefiniowany jest przez iloczyn odcinka następnego (czasu następnego) i stałej c zazwyczaj ustawianej na dwa. W ten sposób uzyskano również jednakową prędkość graniczną na odcinku początkowym i następnych.
Obecnie każdy użytkowany taksometr musi być odpowiednio sprawdzony i poświadczony dowodem legalizacji (świadectwo legalizacji) potwierdzającym, że taksometr spełnia wymagania metrologiczne. Legalizacja taksometru ważna jest 25 miesięcy. Na odwrocie dokumentu wypisane są taryfy zaprogramowane w taksometrze. Kierowca ma obowiązek mieć te taryfy wypisane na naklejce na zewnętrznej stronie prawych drzwi pasażera, oraz od wewnątrz na lewej szybie pasażera.
W większości miast maksymalne dopuszczalne stawki są ograniczane przez urzędy miejskie, ale np. w Katowicach występuje pełna dowolność stosowania opłat, pod warunkiem że spełniają one wymagania metrologiczne i taksometr jest zalegalizowany w terenowym urzędzie miar. W Krakowie stosowanie opłat jest ograniczone przez urząd miasta, dlatego taksówkarze nie mogą pobierać na taryfie I (w dni powszednie w godzinach od 6.00 do 22.00) więcej niż ustalone przez urząd miasta 4 zł/km. W Warszawie również stosowane jest ograniczenie przez urząd miasta – tu przykładowo na taryfie I limit ustalony jest na 3 zł/km, a opłata początkowa nie większa niż 8 zł.
Taksometry po ocenie zgodności mogą być wyposażone zarówno w rozwiązania sprzętowe realizujące system S i D, jak i rozwiązania bazujące na implementacjach czysto programowych uruchamianych na komputerach PC z zastosowaniem mikroprocesorów z zegarem taktowanym z częstotliwością kilkaset megaherców bądź na komputerach pokładowych taksówek.
Obowiązujące wymagania dla taksometrów po ocenie zgodności zawarte są w wymaganiach dyrektywy MID z 2006 r., a konkretnie w jej załączniku MI-007. Jednak dokumentem rekomendującym zalecenia dla taksometrów elektronicznych przez międzynarodową organizację metrologiczną OIML, którego część wymagań znajdziemy w dyrektywie MID, był dokument R-021 opracowywany przez kilka lat, a którego finalną wersję opublikowano w 2008 r.